# Grand Prix moto d'Inde
Le Grand prix d'Inde de vitesse moto est une des épreuves du Championnat du monde de vitesse moto.
Depuis sa création en 2023, il se déroule sur le circuit international Buddh à Greater Noida,.

## Circuit
La course se déroulera sur le circuit international Buddh à Dankaur près de Greater Noida, Uttar Pradesh à partir du 22 septembre 2023. Le circuit de 4,970 km (3,088 mi) a été conçu par l'architecte allemand Hermann Tilke. Quatre millions de tonnes cubes de terre ont été déplacées pour réaliser la montée et la descente du tour. La piste s'étend sur 875 acres (354 ha), et fait partie de la ville Jaypee Green Sports.

## Palmarès

### Vainqueur par saison
| Année | Circuit | Moto3       | Moto2        | MotoGP          | Rapport |
| ----- | ------- | ----------- | ------------ | --------------- | ------- |
| 2023  | Buddh   | Jaume Masia | Pedro Acosta | Marco Bezzecchi | Rapport |